# Советские евреи в борьбе с нацизмом

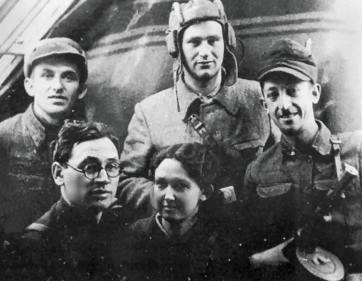
Группа евреев-партизан бригады им. Чкалова, 1943 год

В период Великой Отечественной войны советские евреи принимали активное участие в борьбе с нацизмом.
Более полумиллиона советских евреев воевали в Красной армии. Десятки тысяч евреев принимали участие в сопротивлении на оккупированной нацистами советской территории в антинацистском подполье и партизанских отрядах. Множество евреев внесло свой вклад в победу, работая в тылу.
27 % служивших в армии евреев ушли на фронт добровольцами, большинство служило в боевых частях. Не менее 132 евреев получили звание Герой Советского Союза, 12 стали полными кавалерами ордена Славы, всего к 1963 году получили награды 160 772 человека.
В советских источниках участие евреев в антинацистской борьбе целенаправленно замалчивалось. Существовало явление антисемитизма на фронте, в партизанских отрядах и в тылу.

## В Красной армии
По данным Центрального архива Министерства обороны России, в ходе войны с Германией в войсках насчитывалось около 501 тысячи евреев, в том числе 167 тысяч офицеров и 334 тысячи солдат, матросов и сержантов. По данным этого же архива за годы войны погибло в боях, умерло от ран и болезней, пропало без вести 198 тысяч военнослужащих-евреев. Это составляет 39,6 % от их общего числа. По данным историка Ицхака Арада примерно 120 тысяч евреев погибли на фронте и 75-80 тысяч были убиты в лагерях для военнопленных. Из оставшихся в живых 300 тысяч воинов-евреев 180 тысяч (60 %) были ранены, из них более 70 тысяч (38 %) — ранены тяжело. 27 % евреев ушли на фронт добровольцами, 80 % евреев рядового и младшего начальствующего состава служили в боевых частях. По расчетам историка Альберта Кагановича, с учётом евреев, скрывавших по разным причинам свою национальность, их было в армии 584 тысячи человек.
Из 800 тысяч женщин, участвовавших в войне, 20 тысяч были еврейками. 44 % из них служили в сухопутных войсках, 29 % — в медицине, 11 % — в войсках связи, 10 % — в ПВО и 6 % — в авиации. Высокий процент евреев был среди инженерно-технического и командного состава инженерных войск, а также военных медиков. Общая численность евреев-медиков неизвестна, но 6000 из них погибли в боях. Высокий процент офицеров, долю в инженерных войсках и других технических службах историки объясняют относительно более высокой долей высшего образования среди евреев. В 1930-е годы число еврейских студентов в вузах было между 12 и 15 %. В 1939 году в Киеве и Одессе евреи составляли соответственно 35,6 % и 45,8 % среди студентов.
Во время войны было несколько попыток со стороны евреев инициировать создание в Красной армии национальных воинских частей по примеру польских, латышских, литовских, армянских и аналогичных. Предложения такого рода поступали властям неоднократно с конца 1941 года. После освобождения Краснодара и ознакомления с информацией о тотальном уничтожении евреев в городе, комиссар 328-й стрелковой дивизии Авраам Моргулис сказал своим товарищам, что будь у евреев своё государство и армия, то «фашистские сволочи не прибегли бы к такому геноциду». Однако руководство СССР предложений по созданию еврейских национальных воинских частей не приняло.
В первом составе 201-й Латышской стрелковой дивизии по официальным данным было 17 % евреев, все они были добровольцами. В некоторых подразделениях, где процент евреев был выше, чем в среднем по дивизии, даже занятия проводили на языке идиш. Первый командир дивизии полковник Ян Вейкин в 1966 году сказал, что евреев в дивизии было 30 %. В 16-й стрелковой Литовской дивизии численность евреев составляла до 29 %, в том числе 34,2 % в боевых частях пехоты. Это максимальная доля евреев, служивших в одном советском соединении.

### Высшее командование

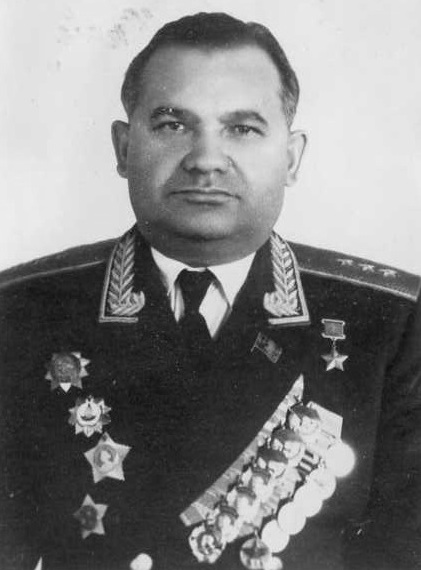
Герой Советского Союза генерал-полковник Яков Крейзер, в 1962 году получил звание генерал армии

В командовании Красной армии насчитывалось 305 евреев в звании генералов и адмиралов, 38 из них погибли в боях. По родам войск генералы распределились следующим образом: общевойсковых генералов — 92, генералов инженерно-технической службы — 34, генералов артиллерии — 33, генералов авиации — 26, генералов танковых войск — 24, генералов инженерно-авиационной службы — 18. Евреи командовали 9 армиями, 8 штабами фронтов, флотов, округов, 12 корпусами, 43 дивизиями, 66 бригадами и 139 полками. За годы войны число евреев-генералов, непосредственно сражавшихся на фронте, составило 132 человека.
Первый в истории войны контрудар частей Красной армии произвёл 23 июня 1941 года в районе Гродно командир 6-го механизированного корпуса генерал-майор Михаил Хацкилевич, он погиб в этом бою. Маршал Жуков отметил в своих мемуарах отвагу и командирский талант Хацкилевича. Командир 25-го механизированного корпуса генерал-майор Семён Кривошеин отличился в оборонительных боях в июле 1941 года в районе Могилёва. Механизированный корпус Кривошеина в шутку называли «евреизированным»: в нём служили начальником штаба корпуса полковник Лимберг, зампотехом корпуса — полковник Лившиц, командирами двух танковых бригад полковники Евсей Вайнруб и Абрам Темник и множество других солдат и офицеров-евреев. 19 евреев служили командирами подводных лодок, троим было присвоено звание Героя Советского Союза.
Всего 7 евреев дослужились в период Второй мировой войны до звания генерал-полковника: Григорий Штерн, Владимир Колпакчи, Яков Крейзер, Александр Цирлин, Леонтий Котляр, Лев Мехлис и Борис Ванников. Штерн, успевший повоевать на Дальнем Востоке и в Финляндии, был расстрелян 28 октября 1941 года (впоследствии реабилитирован). Колпакчи, Крейзер, Цирлин и Котляр успешно проявили себя в военных действиях в Великой Отечественной войне. Ванников занимал пост наркома боеприпасов. Мехлис был главой госконтроля и заместителя наркома обороны, до лета 1942 года возглавлял Главное политическое управление Красной армии, в дальнейшем — член Военных советов ряда фронтов. Самое высокое звание из евреев, служивших в военно-морском флоте, получил контр-адмирал Павел Трайнин.
С 1942 года заместителем начальника 1-го управления Главного разведывательного управления Красной армии был генерал-майор Михаил Мильштейн. Диверсионными операциями в тылу противника руководили заместитель начальника 4-го управления НКВД СССР генерал-майор Наум Эйтингон, полковники Яков Серебрянский и Юрий Колесников.

### Подвиги солдат и офицеров — евреев
На год раньше Александра Матросова, как и многие другие воины, 22 февраля 1942 года закрыл грудью амбразуру вражеского дзота рядовой Абрам Левин. Такой же подвиг, как и Левин, совершили ещё четверо евреев: лейтенанты Ефим Белинский, Иосиф Бумагин, старший лейтенант Меер Спиваков и рядовой Товье Райз, который, получив 18 пулевых ранений, остался жив.
На следующий день после тарана Николая Гастелло направил свой горящий самолёт в гущу вражеских войск Исаак Пресайзен. Впоследствии этот подвиг повторили Исаак Бецис, Исаак Иржак, Зиновий Левицкий, Исаак Шварцман, Илья Катунин и другие — всего 11 лётчиков-евреев, из которых шестерым присвоено звание Героя Советского Союза. Воздушный таран совершил 21 лётчик-еврей, большинство из них погибли. Первый из них на 18-й день войны совершил Моисей Табатадзе. Командир 512-го истребительного авиаполка майор Лев Бинов в воздушном бою не только сбил один немецкий самолёт, а второй таранил, но и сумел посадить свой истребитель на родной аэродром.
16 вражеских кораблей торпедировал командир подводной лодки капитан 3 ранга Самуил Богорад. Четверо евреев бросились с гранатой под вражеский танк, пять воинов подорвали гранатой себя и окруживших их немцев. Командир 164-го стрелкового полка Наум Пейсаховский под плотным огнём противника личным примером увлёк бойцов в атаку на здание рейхстага и получил тяжелейшее (восьмое) ранение. За этот подвиг он был представлен маршалом Жуковым к званию Героя Советского Союза. В 1961 году Жуков назвал одним из наиболее запомнившихся ему подвигов поступок рядового Ефима Дыскина, который в одном бою, будучи трижды раненым, уничтожил 7 танков противника.

### Евреи-военнопленные

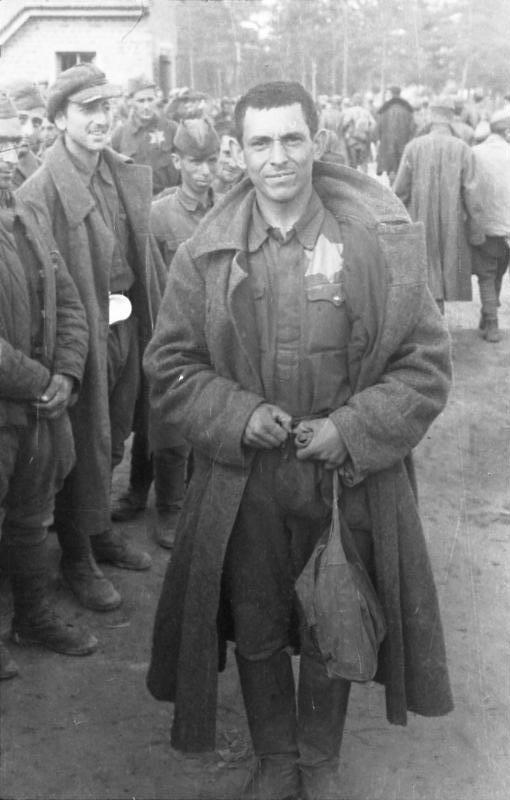
Советский военнопленный-еврей с жёлтой звездой, 1941 год

Специальные директивы немецкого командования указывали, что взятые в плен евреи подлежат уничтожению. Часто военнопленных-евреев убивали на месте, в остальных случаях они отделялись от других военнопленных и впоследствии отправлялись в лагеря смерти. Историк Павел Полян подчёркивал, что «Холокост как система физического уничтожения немцами евреев хронологически ведёт своё начало именно с систематического убийства евреев-военнопленных», поскольку такие расстрелы начались уже 22 июня 1941 года, задолго до Ванзейской конференции и на два дня ранее, чем первые акции по уничтожению гражданского еврейского населения.
Почти все советские евреи-военнопленные погибли, Павел Полян называет цифру 94 %. В плену выжили примерно 4500 евреев, в основном из тех, кто попал в плен к финнам. Основным способом уничтожения евреев-военнопленных были массовые расстрелы. По мнению автора книги «Плен» историка Арона Шнеера, массовой гибели евреев-военнопленных Красной армии способствовало то, что евреев часто выдавали немцам свои же сослуживцы. Своё мнение Шнеер подкрепляет многочисленными фактами и свидетельствами.

## В подполье и партизанах
Минское подполье возглавлял Исай Казинец, казнённый оккупантами 7 мая 1942 года. 8 мая 1965 года ему было посмертно присвоено звание Героя Советского Союза. Казинец — единственный гражданский из евреев — Героев СССР. Во многих гетто были созданы подполья. В одном лишь Минском гетто под руководством Михаила Гебелева действовало 22 подпольных группы общей численностью около 300 человек. По неполным данным всего в рядах антинацистского подполья в Беларуси состояло около 1350 евреев.

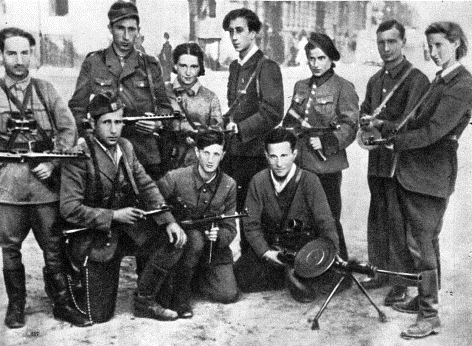
Подпольщики вильнюсского гетто. В центре стоит поэт и командир подполья Абба Ковнер

В Глубокском гетто 19 августа 1943 года произошло восстание. Евреи сумели раздобыть оружие, в том числе гранаты. Завязался бой, в котором против узников гетто были брошены танки и артиллерия. Было убито и ранено более 100 немцев. Часть евреев погибла, часть ушла в лес. Руководитель восстания Либерман, лично убивший четырёх немцев, был взят в плен и казнён. Восстания в гетто прошли как минимум в 12 населённых пунктах на территории СССР — 8 в Беларуси и 4 на Украине.
Основная часть еврейского партизанского движения была в Беларуси, в меньшей степени на Украине и в Литве. Большая часть евреев-партизан были беженцами из гетто. Только на базе бежавших в лес узников Минского гетто было создано 9 партизанских отрядов и один партизанский батальон. Самый крупный партизанский отряд, целиком состоявший из евреев, был создан братьями Бельскими в 1941 году после вторжения немецких войск в Беларусь и массовых расправ над еврейским населением. Отряд действовал до окончания оккупации Беларуси в 1944 году и насчитывал к концу войны 1200 человек, в том числе 350 вооружённых бойцов. Известность получил также еврейский партизанский отряд 106 Шолома Зорина, насчитывавший 600 человек, в том числе 137 — боевая рота, остальные гражданские (в основном женщины и дети). Первым заместителем начальника Белорусского штаба партизанского движения был секретарь ЦК КПБ Григорий Эйдинов. В составе партизанского командования Беларуси, по неполным данным, находилось 165 евреев, в том числе 6 командиров партизанских бригад и полков, 10 комиссаров партизанских бригад и полков, 9 начальников партизанских бригад, 60 командиров партизанских отрядов, 48 комиссаров партизанских отрядов, 28 начальников штабов партизанских отрядов. На территории Беларуси в разное время действовало 15 еврейских партизанских отрядов и один литовский еврейский партизанский отряд, всего в рядах белорусских партизан сражалось около 12 тысяч евреев.
На территории Украины были созданы десятки еврейских партизанских групп и четыре еврейских партизанских отряда, в которых воевали около 1500 евреев. 26 украинских евреев командовали партизанскими отрядами и соединениями. В книге «Евреи — герои сопротивления», изданной в 1998 году, приведены поимённые списки на более 3000 еврейских партизан и подпольщиков на территории Украины. В Литве было пять еврейских партизанских отрядов, четыре из них воевали в Рудницкой пуще в составе партизанской бригады под руководством Генриха Зиманаса. На территории Литвы после уничтожения вильнюсского гетто сражался еврейский партизанский отряд «Некама» (с идиш — «Месть») под командованием Аббы Ковнера.
В 70 чисто еврейских партизанских отрядах на территории СССР воевало примерно 4000 человек. Всего в партизанских отрядах на территории СССР насчитывалось, по разным сведениям, от 15 до 50 тысяч евреев.

## Боевые награды

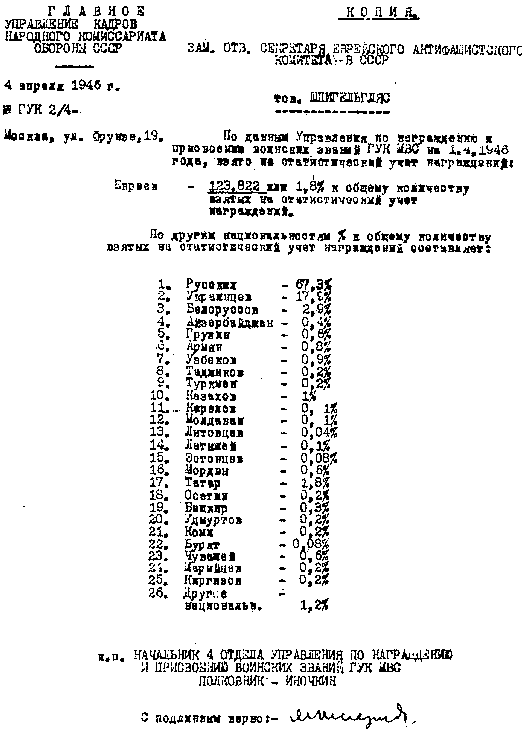
Официальный ответ Главного управления кадров НКО на запрос ЕАК о числе награждённых военнослужащих-евреев

Звание Героя Советского Союза во время Великой Отечественной было присвоено 120 евреям, в том числе 45 — посмертно. Ещё 8 погибли после присвоения звания Героя. С учётом довоенных и послевоенных награждений число Героев составило 132 человека. В этих данных не учтены лица смешанного происхождения, указанные в документах с другой национальностью (20 человек), и те, кто по разным причинам происхождение скрывал. Например, штурман Пётр Просветов, Герой Советского Союза, совершивший 290 боевых вылетов, по документам числился русским, а по словам его дочери Татьяны, имел еврейское происхождение. По этим и некоторым другим причинам точного списка евреев — Героев СССР не существует, а в разных источниках их общее количество указывается до 147 (включая гражданина Польши Юлиуша Хибнера) и даже до 157.
Полковник (впоследствии генерал-полковник танковых войск) Давид Драгунский получил это звание дважды, ещё 12 стали полными кавалерами ордена Славы. Среди евреев-героев было две женщины — лётчик бомбардировочной авиации гвардии старший лейтенант Полина Гельман и лётчик-истребитель гвардии младший лейтенант Лидия Литвяк, погибшая в бою 19 августа 1943 года. Звание Героя было присвоено Литвяк только в 1990 году.
Одним из наиболее известных из советских евреев-полководцев Великой Отечественной войны был командующий 51-й армией генерал-лейтенант, Герой Советского Союза Яков Крейзер, который после войны дослужился до звания генерал армии. Он был первым Героем Советского Союза среди старших офицеров и командиров соединений и четвёртым вообще в годы Великой Отечественной войны.
Одним из руководителей обороны Брестской крепости был полковой комиссар Ефим Фомин, посмертно награждённый орденом Ленина. Тремя орденами Боевого Красного Знамени, пятью чехословацкими орденами и званием Народного Героя Чехословацкой республики был награждён легендарный разведчик и партизанский командир Евгений Волянский, настоящее имя которого было Ефим Коренцвит. Награждён югославскими орденами «За заслуги перед народом» и «За храбрость», а также орденом Красного Знамени комбат «Перо Рус» — капитан Красной Армии Пётр Максимович Оранский, раненым попавший в плен в окружённом Севастополе и бежавший впоследствии из немецкого концлагеря к югославским партизанам. Возглавляемый им 4-й «русский» батальон 7-й Воеводинской ударной бригады неоднократно отмечался в приказах штабов соединений и частей НОАЮ за стойкость и мужество.
Четыре офицера-еврея навечно занесены в списки своих воинских частей: капитаны Борис Хигрин и Илья Катунин, майор Цезарь Куников и капитан 2-го ранга Израиль Фисанович. Уже после распада СССР звание Героя России за подвиги во время войны было присвоено выдающимся советским разведчикам — Юрию Колесникову, Леонтине и Морису Коэн, Яну Черняку и некоторым другим.
На 1 апреля 1946 года число награждений евреев орденами и медалями составило 123 822, а с учётом послевоенных награждений к 1963 году — 160 772 человека.

## Работа в тылу
Множество евреев внесло свой вклад в победу, работая в тылу. Особенно ценен был труд разработчиков новых видов вооружений. Среди них знаменитые создатели авиатехники Семён Лавочкин, Михаил Миль и Михаил Гуревич, конструкторы танков Яков Баран, Борис Черняк и Жозеф Котин, создатели реактивных миномётов Леонид Шварц, Моисей Коммисарчик, Яков Шор, Лев Левин и другие. Орден Ленина в 1944 году за создание уникальных образцов авиационного вооружения получил Александр Нудельман — в будущем дважды Герой Социалистического Труда.
Огромный вклад в создание новой военной техники внесли учёные-евреи, в частности академики Абрам Иоффе, Бенцион Вул, Александр Минц, Яков Зельдович и Юлий Харитон.
Множество евреев работали на ответственных постах в военной промышленности: нарком вооружения Борис Ванников, директор Кировского машиностроительного завода и нарком танковой промышленности Исаак Зальцман, директор Пермского машиностроительного завода Абрам Быховский, директор Сталинградского завода «Баррикады» (впоследствии Уральского оружейного завода) Лев Гонор, главный конструктор взрывателей для боеприпасов Давид Вишневский — все они были удостоены звания Героя Социалистического Труда.
За участие в разработке новых видов вооружения и боевой техники и за активную организацию работы предприятий и конструкторских бюро для нужд фронта, более 180 тысяч евреев — учёных, инженеров, руководителей и рабочих были награждены орденами и медалями СССР. Почти 300 евреев были удостоены звания лауреата Сталинской премии в области науки и техники. Более 50 евреев — руководители предприятий и организаций, работавших для нужд фронта, получили генеральские звания.

## Еврейский антифашистский комитет
Для организации международной поддержки СССР со стороны иностранных евреев в феврале 1942 года властями было принято решение о создании «Еврейского антифашистского комитета» (ЕАК) — общественной организации под эгидой «Совинформбюро». ЕАК возглавил художественный руководитель «Государственного еврейского театра» Соломон Михоэлс. Официально деятельность ЕАК курировал заместитель наркома иностранных дел и начальника «Совинформбюро» Соломон Лозовский.
7 апреля 1942 года в советской печати было опубликовано сообщение об учреждении ЕАК и его воззвание к «евреям во всём мире» прийти на помощь Советскому Союзу за 47 подписями — представителей культуры, врачей и военных-евреев. Призыв ЕАК имел отклик в западных странах: в США был создан Еврейский совет по оказанию помощи России в войне во главе с Альбертом Эйнштейном. В Палестине был учрежден также общественный комитет по оказанию помощи СССР в его борьбе против фашизма, впоследствии известный как «Лига Ви» (англ. victory — «победа»), появились аналогичные структуры в Великобритании, Мексике, Южной Африке и Австралии.
За время войны евреями всего мира в помощь СССР было собрано 45 миллионов долларов. 16 июля 1943 года «Правда» писала: «Соломон Михоэлс и Ицик Фефер получили сообщение из Чикаго, что специальная конференция Джойнта начала кампанию, чтобы финансировать тысячу санитарных машин для потребностей Красной армии». На собранные по призыву ЕАК Джойнтом деньги были приобретены 1000 самолётов, 500 танков, отправлены в СССР два парохода с вещами, медикаментами и продуктами. Деятельность ЕАК способствовала открытию Второго фронта.

## Антисемитизм на фронте, в партизанских отрядах и в тылу
В СССР и до, и во время войны существовал антисемитизм, унаследованный с дореволюционного времени. Он проявлялся в этот период в следующем:
- еврейские погромы и массовые убийства евреев, совершаемые коллаборационистами на оккупированной территории, выдача скрывающихся евреев[94];
- помощь нацистам в выявлении евреев среди военнопленных[95][96];
- отказ в приёме в партизанские отряды и отправка бежавших из гетто назад, издевательства и даже расстрелы как немецких шпионов[97][54][98];
- распространение на неоккупированной территории слухов о том, что «евреи не воюют», что на фронте их нет, что все они устроились в тылу, в снабжении и так далее[99][100][101];
- отказ в продвижении по службе, непредставление к наградам, задержка наград и т. п.[102][103]

Бытует мнение, что евреи уклонялись от службы в армии вообще и в боевых частях в частности. Было распространено выражение, что евреи воюют на «Ташкентском фронте», с намёком, что они все эвакуировались в глубокий тыл. Однако множество источников, включая официальную статистику, опровергают это мнение. В частности, историки Марк Штейнберг и Арон Шнеер отмечают, что в армии служило 20 % от всех евреев, оставшихся на неоккупированной территории. Невозвратные потери составили почти 40 % при средних по армии 25 %. Это было бы невозможно при службе евреев в тыловых частях. Доля добровольцев-евреев была самой высокой среди всех народов СССР (27 %). Среди воинов-евреев, погибших и умерших от ран, 77,6 % составляли рядовые солдаты и сержанты и 22,4 % — младшие лейтенанты и старшие лейтенанты. Большинство евреев-военнослужащих служили на передовой, 80 % из них принимали участие в боях.
Об этих антисемитских настроениях в марте 1943 года с возмущением говорил Илья Эренбург:
Вы все, наверное, слышали о евреях, которых «не видно на передовой». Многие из тех, кто воевал, не чувствовали до определённого времени, что они евреи. Они почувствовали лишь тогда, когда стали получать от эвакуированных в тыл родных и близких письма, в которых выражалось недоумение по поводу распространяющихся разговоров о том, что евреев не видно на фронте, что евреи не воюют. И вот, еврейского бойца, перечитывающего такие письма в блиндаже или в окопе, охватывает беспокойство не за себя, а за своих родных, которые несут незаслуженные обиды и оскорбления.
Ещё более серьёзные проблемы историки отмечают на оккупированной территории. Существовали массовые антисемитские проявления как в самих партизанских отрядах, так и в центральном командовании. В докладных записках руководителям подпольных обкомов отмечалось: «…Партизанские отряды им [евреям] не помогают, еврейскую молодёжь принимают к себе неохотно. Были факты, когда партизаны из отряда Н. Н. Богатырева, отняв у пришедших оружие, отправляли их назад, так как антисемитизм в партизанской среде развит довольно сильно…». При этом следует понимать, что отказ в приёме в партизаны означал для еврея почти гарантированный смертный приговор. В приказе руководства партизанского движения от 2 апреля 1944 года говорилось: «…были установлены случаи массового террора к партизанам-евреям, что нашло своё выражение в избиении, необоснованном разоружении, изъятии заготовленного продовольствия, одежды и боеприпасов». Иногда партизаны евреев грабили и убивали, чтобы скрыть следы мародерства.
Историками и публицистами отмечается, что существовали как негласные, так и прямые указания к снижению численности награждения евреев и продвижения их по службе. Так, начальник Главного политуправления Красной армии генерал-полковник Щербаков издал в начале 1943 года директиву: «Награждать представителей всех национальностей, но евреев — ограниченно». Современники называют и другие распоряжения и высказывания Щербакова, которые расцениваются как антисемитские.
Ряду евреев — Героев Советского Союза звание было присвоено через десятки лет после окончания войны, когда их самих уже не было в живых (в том числе Исай Казинец, Лев Маневич, Шика Кордонский, Лилия Литвяк), а многим, несмотря на неоднократные представления, звание Героя так и не было присвоено (Евгений Волянский, Исаак Пресайзен, Семён Фишельзон, Владимир Гоникман и другие — всего 49 человек). По пять раз представляли к званию Героя Советского Союза командира партизанского отряда им. Ворошилова Евгения Мироновича (Финкельштейн) и гвардии полковника Вениамина Миндлина. По некоторым утверждениям, множество евреев не были представлены к награждению, несмотря на то, что за аналогичные подвиги награждались представители других национальностей. Однако Арон Шнеер пишет, что представления к наградам производились регулярно, но «сбои в представлениях происходили чаще всего в московских коридорах власти», то есть при принятии окончательного решения о награждении или отказе.
Существуют прямые свидетельства, что неприсвоение званий было связано с национальностью. После отказа разведчицы Мириам Фридман записаться латышкой вместо еврейки, ей не только не присвоили звание Героя СССР, к которому она была представлена, но и угрожали убийством в политотделе дивизии.
Обобщая подобную информацию, публицист Иосиф Кременецкий писал:
Анализируя роль и участие евреев в этой войне, нельзя отрешиться от мысли, что им приходилось воевать не только со зримым врагом — гитлеровским фашизмом, но и с незримым, но ясно ощущаемым врагом — антисемитизмом, распространённым даже на неоккупированной территории.

## Замалчивание
В советских источниках участие евреев в антинацистской борьбе целенаправленно замалчивалось. По одной из версий причины были те же самые, что и у замалчивания Холокоста — не допустить сомнения в представлении о «едином советском народе» до и во время войны и не допустить распространения информации, что немецкая пропаганда против евреев оказалась действенной и имела отклик у части населения на оккупированной территории. Историк Мордехай Альтшулер полемизировал с точкой зрения об ограничениях на основе идеи единства советского народа. Он писал, что в послевоенный период выходил целый ряд публикаций, подчёркивающий вклад в борьбу с нацизмом отдельных этнических групп населения СССР при целенаправленном преуменьшении и игнорировании роли евреев.
С 1942 года началось замалчивание заслуг евреев-фронтовиков, в том числе по общему количеству награждённых, количеству Героев Советского Союза и т. п. Так, в статье в журнале «Большевик» в начале 1943 года за авторством заместителя председателя Верховного Совета Алексея Бадаева было указано количество награждённых боевыми наградами по 26 разным национальностям, включая получивших сотни и даже десятки наград (например, литовцы — 29). Также были указаны другие народы без указания количества наград (коми, калмыки, буряты, евреи и др.), хотя за несколько месяцев до публикации количество награждённых евреев достигло 5163, а в июне 1943 года — 11 903, в результате евреи занимавшие четвёртое место по количеству наград переместились третье — после русских и украинцев, опередив белорусов. Историк Геннадий Костырченко расценивает эту публикацию как явное стремление принизить вклад евреев в борьбу с врагом. Такое замалчивание происходило в том числе по прямому указанию руководителя Управления пропаганды и агитации ЦК ВКП(б) Александра Щербакова, который, в частности, выражал претензии Илье Эренбургу за описание в прессе героизма евреев.
В послевоенной историографии происходило то же самое. Так, в VIII томе Белорусской советской энциклопедии, изданном в 1975 году, в статье о партизанах участие евреев в партизанском движении было скрыто под графой «другие национальности»: при упоминании грузин, армян, татар, адыгейцев и якутов, которых были считанные единицы, не было упоминания о десятках тысяч еврейских партизан. В 1983 году в справочнике «Партизанские формирования Белоруссии в годы Великой Отечественной войны» при указании численности партизан различных национальностей в разных отрядах, к примеру, в бригаде «За Советскую Белоруссию» Барановичской области среди 962 партизан было указано белорусов 495, русских — 237, украинцев — 30 и «других национальностей» — 200 человек. Таким образом была скрыта информация о 127 евреях в этой бригаде. Даже в 1990 году в специальной энциклопедии «Беларусь у Вялікай Айчыннай вайне 1941—1945 гг.» были указаны имена представителей разных национальностей, при этом нет имён евреев — командиров и организаторов партизанского движения.

## В искусстве
- «Вызов» — голивудский фильм о партизанском отряде братьев Бельских.

### Комментарии
1. ↑  Происхождение Колпакчи спорное - в некоторых источниках он указан как русский, в некоторых как крымчак, см. Шапиро, Авербух, 1994, с. 237
2. ↑  Как минимум трое евреев были лишены звания Героя Советского Союза, в том числе Михаил Грабский — за эмиграцию в США, а информация об эмигрировавших в Израиль Вольфасе Виленскисе, Миле Фельзенштейне и Калманисе Шурасе не была включена в двухтомный справочник «Герои Советского Союза» под редакцией генерала армии И. Н. Шкадова, вышедший в 1987—1988 годах
3. ↑  С учётом погибших в плену.
4. ↑  Например, Бабалашвили И. П. Воины-грузины в боях за Украину в годы Великой Отечественной войны. — Тбилиси: Сабчота Сакартвело, 1969. — 256 с.
5. ↑  Партизанские формирования Белоруссии в годы Великой Отечественной войны (июнь 1941 - июль 1944): Краткие сведения об организационной структуре партизанских соединений, бригад (полков), отрядов (батальонов) и их личном составе / Манаенков А. Л. и др. — Минск: Институт истории партии при ЦК КП Белоруссии, 1983. — 765 с.
6. ↑  Беларусь у Вялікай Айчыннай вайне. 1941―1945. Энцыклапедыя (бел.) / Шамякін І. П. (гал. рэд.) і інш. — Белорусская советская энциклопедия, 1990. — 679 с. — 20 000 экз. — ISBN 978-5-85700-012-0.